# Parapluda
Parapluda is een geslacht van vlinders van de familie slakrupsvlinders (Limacodidae).

## Soorten
- P. incincta (Hampson, 1909)
- P. invitabilis (Wallengren, 1860)
- P. monogramma (Hampson, 1910)
- P. neglecta (Hering, 1928)
- P. syngrapha (Hampson, 1910)